# Собеседник (газета)
«Собеседник» — общероссийская еженедельная общественно-политическая газета. Выпускается Издательским домом «Собеседник» в Москве, а также за пределами России (в Риге, Минске, Ереване, Тель-Авиве). Периодичность — один раз в неделю (по вторникам).

## История
«Собеседник» издаётся с 23 февраля 1984 года. Предшественником газеты была одноимённая полоса газеты «Комсомольская правда». С 1984 года по октябрь 1990 года выпускалась как полноцветное развлекательное приложение к газете «Комсомольская правда»). Газета пользовалась большим спросом. Первый номер еженедельника вышел в чёрно-белом варианте и был посвящён назначению генсеком Константина Черненко по причине смерти Юрия Андропова.

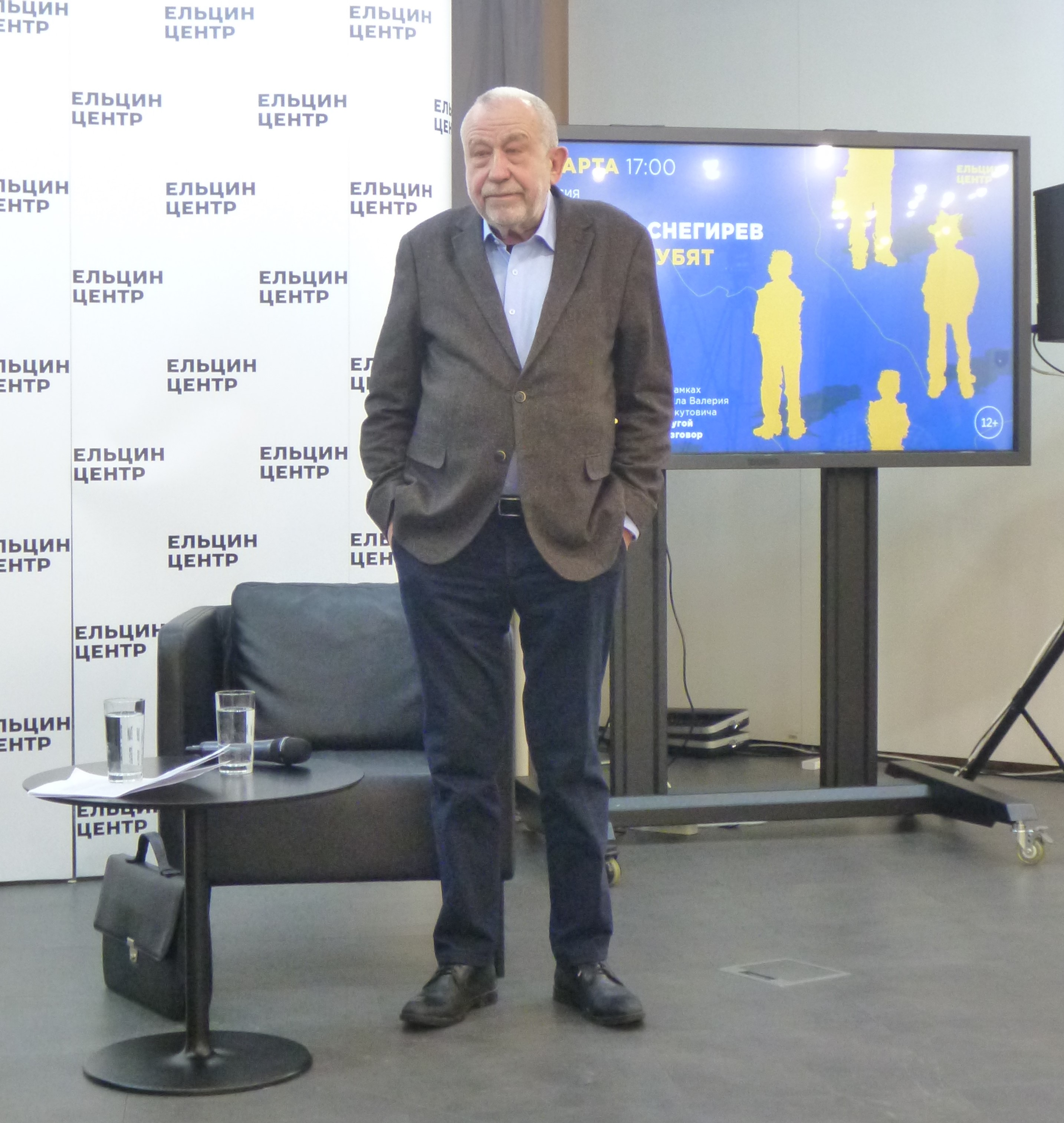
Владимир Снегирев, второй главный редактор «Собеседника», фото 2021 года

Главный редактор «Собеседника» входил в номенклатуру. Владимир Снегирев в 2018 году описывал свое положение на этом посту так:

…по неписаной табели о рангах именно я и был тогда «генералом», главным редактором «Собеседника», «номенклатурой» — с персональным водителем, «вертушкой» и дачей в Серебряном Бору.
С октября 1990 года (№ 43) газета стала самостоятельным изданием. В то время главным редактором уже был Юрий Пилипенко. Первым заместителем главного редактора газеты был Мечислав Иосифович Дмуховский. На сегодняшний день учредителем и издателем газеты по-прежнему является журналистский коллектив «Собеседника».
Газета «Собеседник» была первой, опубликовавшей в 1996 году интервью с Эдуардом Лимоновым. «Собеседник» стал первым изданием, опубликовавшим фрагменты «Записок дрянной девчонки» Даши Асламовой и первой газетой, опубликовавшей развернутое интервью Владимира Буковского, взятое Ольгой Белан 22 августа 1991 года, сразу после ГКЧП. «Собеседник» первым получил интервью ушедшего на Запад шпиона Олега Гордиевского и рассказ его жены о перипетиях этого ухода. Раньше всех «Собеседник» нашёл сокамерника Михаила Ходорковского и опубликовал беседу с ним. В 1999 году начал работу сайт газеты в Интернете.
В июле 2011 года Юрий Пилипенко удостоен звания лауреата Национальной Премии «Медиа-Менеджер России — 2011» в номинации «Печатные СМИ. Газеты» «За рост экономических показателей газеты „Собеседник“».
В феврале 2014 года в Москве прошла выставка лучших обложек газеты «Собеседник». 17 апреля 2014 года в пресс-центре «Россия сегодня» в Москве состоялась церемония вручения Национальной премии в области прессы «Искра». В номинации «Лучший очерк» победила корреспондент отдела политики, новостей, репортажей газеты «Собеседник» Лиана Налбандян с материалом «„Божья“ неволя».
Русскоязычная версия газеты выходит в Армении с 2011 года. В Белоруссии материалы из газеты публикуются в субботнем выпуске газеты «Беларусь сегодня».
Газета «Собеседник» заложила основы одноименного Издательского дома. В 2004 году во время формирования Гильдией издателей периодической печати списка ведущих издательских домов ИД «Собеседник» вошел в десятку ведущих издателей газетной периодической печатной продукции. Разовый совокупный тираж периодических изданий на тот момент составлял 1773,3 тыс. экз.
6 марта 2022 года сайт издания был заблокирован на территории Российской Федерации. В апреле издательский дом перезапустил цифровые проекты. В Сети появились сайты sobesednik.com и prozvezd.info. В начале декабря сайт sobesednik.com также был заблокирован.
С 2022 года генеральным директором издательского дома стал Сергей Цыганов. Юрий Пилипенко, ранее возглавлявший издательство, покинул Россию. С 2024 года издательский дом возглавляет Татьяна Александровна Карташева.
13 сентября 2024 года издательский дом был внесён Минюстом РФ в список «иноагентов».
17 сентября 2024 года, в связи с признанием «иноагентом», издательский дом объявил о прекращении выпуска газеты как минимум «на два-три месяца». 

## Тираж
Тираж № 13 — 14 (1798), подписанного в печать 13 апреля 2020 года составил 151 900 экз., при этом на издании было указано, что газета издается также в Риге, Минске, Ереване и Тель-Авиве суммарным тиражом 450 000 экз.

## Редакторы газеты
- Тимофей Кузнецов (1984—1985)
- Владимир Снегирев (1985—1988)
- Юрий Пилипенко (январь 1989—2022)
- Олег Ролдугин (2022—2024)

## Редакция
- Главный редактор — Юрий Пилипенко.
- Зам. главного редактора — Олег Шаповалов[25].
- Шеф-редактор — Олег Ролдугин[25].
- Заместитель шеф-редактора — Александра Савкина[26].
- Зам. главного редактора, главный продюсер сайта sobesednik.ru — Римма Ахмирова[25].
- Креативный редактор — Дмитрий Быков.
- Редактор отдела политики, новостей, репортажей — Римма Ахмирова[25].
- Редактор отдела расследований — Елена Скворцова[25].
- Редактор отдела культура — Константин Баканов[25].
- Редактор отдела общество — Ирина Липовец[25].
- Спецкор отдела спорта — Дмитрий Соколов[25].
- Отдел иллюстраций и дизайна: арт-директор Марина Слипченко[25].

## Известные журналисты, работавшие в газете
- Андрей Васильев
- Глеб Пьяных
- Андрей Максимов
- Михаил Сердюков
- Владимир Яковлев
- Рустам Арифджанов
- Игорь Мартынов
- Андрей Ванденко
- Михаил Соколов (работал в 1985—1992 годы)

## Известные колумнисты
- Отар Кушанашвили
- Анатолий Лысенко
- Михаил Швыдкой
- Евгений Ясин
- Александр Пикуленко
- Станислав Белковский
- Владимир Кара-Мурза
- Георгий Черданцев
- Сергей «Паук» Троицкий
- Михаил Осокин

## Известные фотографы и иллюстраторы
- Валерий Плотников[27]
- Виктор Балабас

## Награды газеты
- Победитель конкурса «Лидер подписки-2018» в номинации «общественно-политический бестселлер».
- Победитель всероссийского конкурса журналистов «Золотой гонг 2001» в номинации «Федеральная еженедельная газета года»[28].
- Победитель конкурса Ассоциации распространителей печатной продукции «Лидер продаж 2004» в номинации «Еженедельные печатные СМИ»[29].
- Победитель открытого конкурса в области полиграфического искусства «Мэтр Полиграфии-2007» в номинации «Многополосная цветная газета, отпечатанная на газетной бумаге»[30].